# كويا يامادا
كويا يامادا (باليابانية: 山田 恭也) (مواليد 29 يوليو 2001) هو لاعب كرة قدم ياباني.

## وصلات خارجية
- كويا يامادا على موقع رابطة كرة القدم اليابانية للمحترفين (اليابانية)
- كويا يامادا على موقع قاعدة بيانات كرة القدم.إي يو (الإنجليزية)
- كويا يامادا على موقع Soccerway.com (الإنجليزية)
- كويا يامادا على موقع عالم كرة القدم.نت (الإنجليزية)